# Montferland
Montferland  è un comune olandese facente parte della provincia della Gheldria e situato nella regione dell'Achterhoek.
È stato costituito il 1º gennaio 2005 dalla fusione dei comuni di Bergh e Didam. La municipalità prende il nome dall'omonima area collinare in cui si trova.

## Monumenti
- Huis Bergh, a 's-Heerenberg